# ميس إيتوري
ميس إيتوري (الاسم العلمي:Celtis ituriensis) هو نوع من النباتات يتبع جنس الميس من الفصيلة القنبية.
سمي هذا النوع نسبةً إلى منطقة إيتوري في جمهورية الكونغو الديمقراطية.